# Henry Crowder
Henry Crowder, né à Gainesville (Géorgie) en 1890 et mort à Washington D.C. en 1955, est un musicien de jazz afro-américain.
Il était une figure importante de la culture jazz européenne de son temps.
Crowder est né à Gainesville, en Géorgie, dans une famille pauvre et était en grande partie un musicien autodidacte. Il a commencé sa carrière en jouant du piano dans des bordels de Washington, D.C. et finit par devenir un important bandleader avant de s'embarquer pour l'Europe en 1928.